# Resolutie 1800 Veiligheidsraad Verenigde Naties
Resolutie 1800 van de Veiligheidsraad van de Verenigde Naties werd unaniem door de VN-Veiligheidsraad aangenomen op 20 februari 2008 en autoriseerde de secretaris-generaal om meer ad litem-rechters aan te stellen bij het Joegoslavië-tribunaal dan waar de statuten van dat tribunaal in voorzagen.

## Achtergrond
In 1980 overleed de Joegoslavische leider Tito, die decennialang de bindende kracht was geweest tussen de zes deelstaten van het land. Na zijn dood kende het nationalisme een sterke opmars en in 1991 verklaarde Bosnië en Herzegovina zich onafhankelijk. De Servische minderheid in het land kwam hiertegen in opstand en begon een burgeroorlog, waarbij ze probeerden de Bosnische volkeren te scheiden. Tijdens die oorlog vonden massamoorden plaats waarbij tienduizenden mensen omkwamen. In 1993 werd het Joegoslavië-tribunaal opgericht, dat de oorlogsmisdaden die hadden plaatsgevonden moest berechten.

## Inhoud

### Waarnemingen
De voorzitter van het Joegoslavië-tribunaal stelde voor om de secretaris-generaal te autoriseren op zijn vraag bijkomende ad litem-rechters aan te stellen bij het tribunaal; zelfs al waren er dan meer dan de in de statuten voorziene twaalf. Hun aantal zou dan maximaal zestien zijn en tegen 31 december opnieuw teruggebracht zijn tot twaalf. Zo konden meer rechtszaken worden gevoerd van zodra er permanente rechters beschikbaar werden. Eind 2008 moesten alle rechtszaken zijn afgerond, en in 2010 moest het tribunaal haar werk afronden.

### Handelingen
Aldus werd de secretaris-generaal geautoriseerd om op verzoek van de voorzitter van het Joegoslavië-tribunaal bijkomende ad litem-rechters aan te stellen tot een maximum van zestien. Op het einde van het jaar moest hun aantal terug maximaal twaalf zijn.

## Verwante resoluties
- Resolutie 1785 Veiligheidsraad Verenigde Naties (2007)
- Resolutie 1786 Veiligheidsraad Verenigde Naties (2007)
- Resolutie 1837 Veiligheidsraad Verenigde Naties
- Resolutie 1845 Veiligheidsraad Verenigde Naties

Lijst ·  1795 ·  1796 ·  1797 ·  1798 ·  1799 ·  1800 ·  1801 ·  1802 ·  1803 ·  1804 ·  1805 ·  1806 ·  1807 ·  1808 ·  1809 ·  1810 ·  1811 ·  1812 ·  1813 ·  1814 ·  1815 ·  1816 ·  1817 ·  1818 ·  1819 ·  1820 ·  1821 ·  1822 ·  1823 ·  1824 ·  1825 ·  1826 ·  1827 ·  1828 ·  1829 ·  1830 ·  1831 ·  1832 ·  1833 ·  1834 ·  1835 ·  1836 ·  1837 ·  1838 ·  1839 ·  1840 ·  1841 ·  1842 ·  1843 ·  1844 ·  1845 ·  1846 ·  1847 ·  1848 ·  1849 ·  1850 ·  1851 ·  1852 ·  1853 ·  1854 ·  1855 ·  1856 ·  1857 ·  1858 ·  1859